# Jan Daemen Cool
Jan Daemen Cool, né en 1589 à Rotterdam et mort le 24 novembre 1660 dans la même ville, est un peintre du siècle d'or néerlandais.

## Biographie
Né à Rotterdam, Jan Daemen Cool épouse Agniesje Jaspersdr van Hattum à Delft en 1613. En 1614, il est admis à la guilde de Saint-Luc de Delft où il est peut-être l'élève de Michiel Jansz. van Mierevelt. Il revient à Rotterdam en 1618. En 1623, il épouse Lysbeth, la veuve du peintre Lowys Porcellis.

## Œuvre
Jan Daemen Cool est connu comme un suiveur de Michiel Jansz. van Mierevelt. Son  style se retrouve dans les œuvres d'Adam Isaacksz Colonia et Ludolf de Jongh.